# Szorosad
Szorosad là một thị trấn thuộc hạt Somogy, Hungary. Thị trấn này có diện tích 6,48 km², dân số năm 2010 là 96 người, mật độ 15 người/km².